# Los Cortos
Los Cortos es una localidad perteneciente al municipio de Duruelo, en la provincia de Segovia, comunidad autónoma de Castilla y León, España. Su término, que incluye a la Urbanización Monte de Los Cortos, contaba con una población de 70 habitantes (INE 2023), aunque la población se multiplica con la abundancia de segundas residencias.
En la zona existen el despoblado de Sancho Fruela y quizá el de San Cristóbal del Enebral .

## Historia
El territorio es repoblado durante la Reconquista por la Comunidad de Villa y Tierra de Sepúlveda, quedando encuadrado dentro del Ochavo de Prádena.Las primeras referencias de Los Cortos son del siglo XV y durante el siglo XIX sabemos que formó ayuntamiento con el barrio de Cabrerizos, para posteriormente anejarse su término a Duruelo.
Durante el siglo XX se edificó la Urbanización Monte de Los Cortos, también citada en ocasiones como de Molino Calleja, frente al núcleo histórico, contando con 125 parcelas que están situadas junto al río Caslilla y sobre el Cerro de Valderromán. La mayoría de los habitantes censados en la actualidad proceden de esta zona.

## Geografía

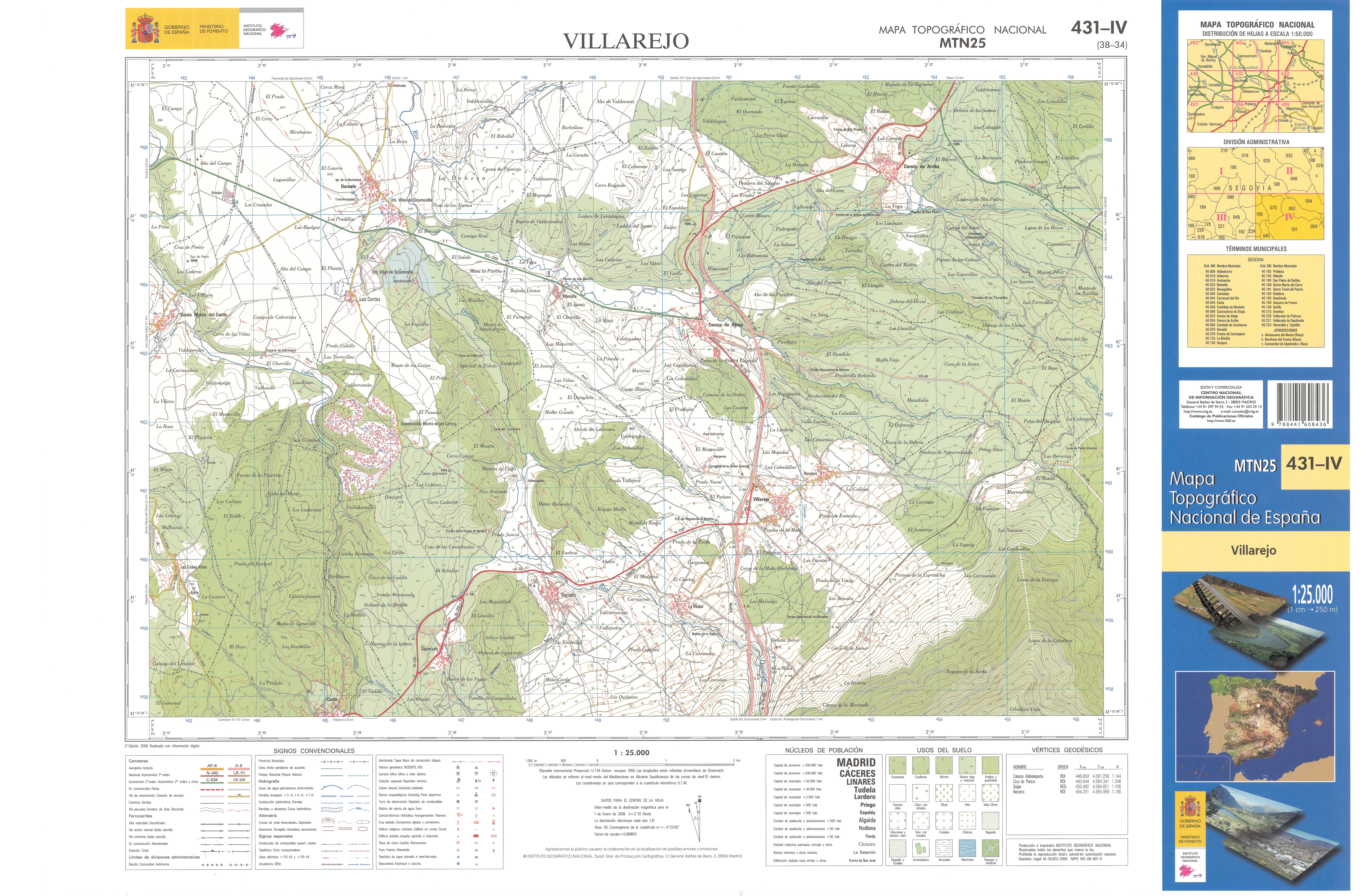
Fragmento de la hoja 403 del Mapa Topográfico Nacional de España de 2008 en el que se representa a Los Cortos

Está situada a 1,8 km al este del núcleo de Duruelo, junto al río Caslilla y el arroyo de Sanchofruela, a una altitud de 1.027 m s. n. m., con sus edificaciones alineadas a la vera de la carretera SG-V-2342 que lo conecta además de la capital municipal con la SG-205.
El término antiguo término municipal, con una superficie de algo más de 4,5 km², incluye los núcleos de:
- Los Cortos (14 hab. INE 2024)
- Urbanización Monte de Los Cortos (59 hab)

## Demografía
| 49            | 55 | 52 | 50 | 53 | 70 | 64 | 69 | 71 | 77 | 90 | 73 | 80 | 73 |
| (Fuente: INE) |    |    |    |    |    |    |    |    |    |    |    |    |    |

## Patrimonio

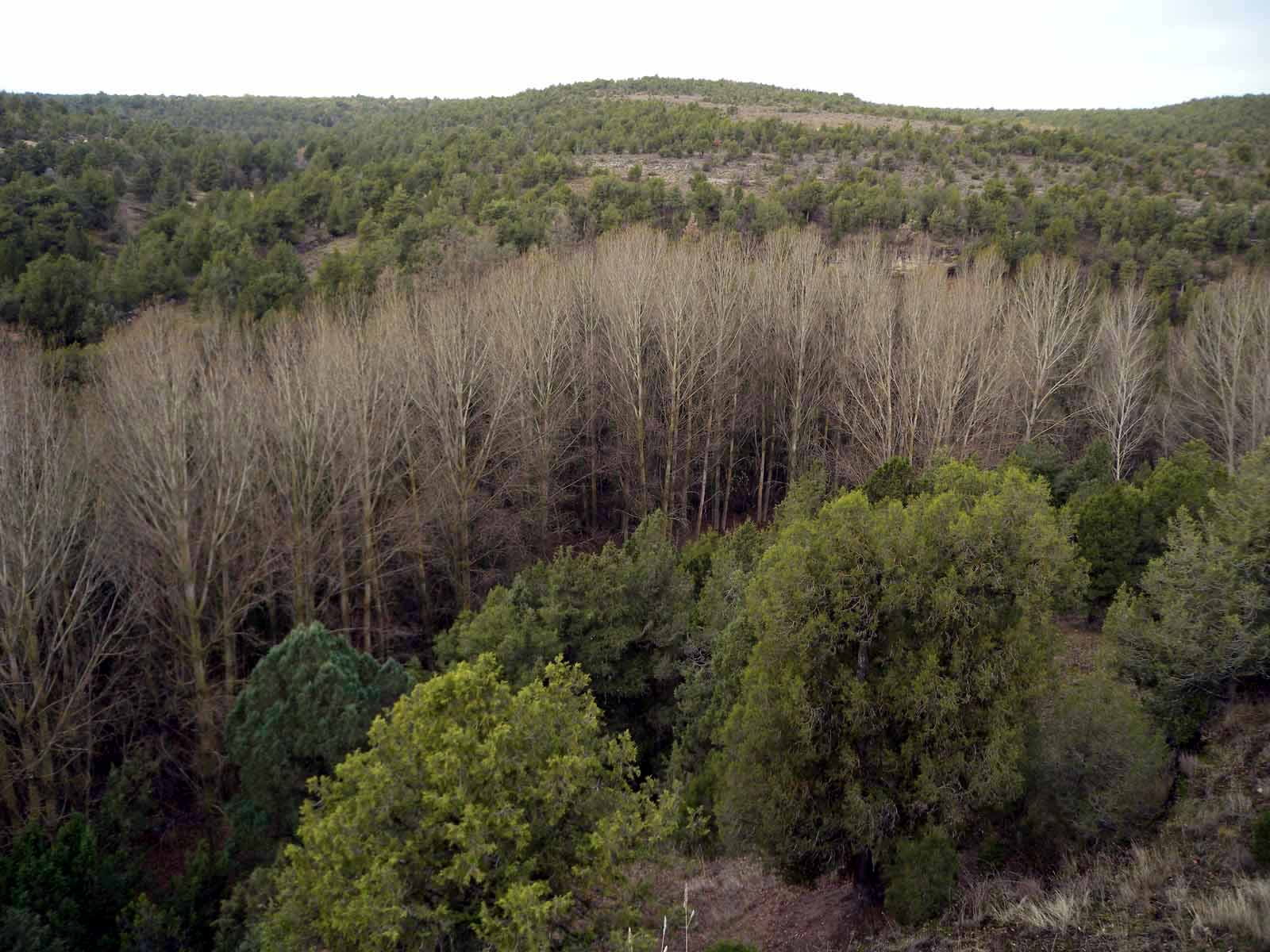
Arboleda en la ribera del río Caslilla

- Ermita románica en ruinas de San Cristóbal del Enebral, en medio de un espeso bosque de enebros de una zona recóndita. Existen en su entorno numerosas tumbas antropomorfas excavadas en roca.
- Potro de herrar, recientemente restaurado.
- Antigua fuente.
- Ermita de San Pedro, prácticamente desaparecida.
- Sabinar único con sabinas y enebros que superan varios siglos de edad.
- Cueva del Ranchón, de cierta dificultad, con estrechamientos comprometidos y salas de grandes dimensiones.
- Rutas naturales en como la Senda del río Caslilla o la Ruta del Alto Duratón.[2][6][8]

## Fiestas
- San Isidro, el 15 de mayo, es el patrón de los agricultores.
- La Virgen del Carmen, el 16 de julio.[2][9]

Igualmente, al tratarse de una pedanía de Duruelo celebra a su vez las fiestas de este.